# Midori Kawana
Midori Kawana (川菜 翠?  nació el 28 de febrero de 1976) es una seiyū y cantante japonesa que proviene de Yokohama, Kanagawa. Antes de enero de 2001, ella fue conocida como Midori Kawana, y Akiko Kawana (川菜明子 Kawana Akiko?). También es conocida como "KAORI" . Ella es un miembro del grupo de rock SpunkyStrider. Es conocida por ser la seiyuu de la protagonista de la serie Pokémon Advanced Generation, Haruka, y por interpretar el último ending de dicha serie, 私、負けない！ 〜ハルカのテーマ〜 (Watashi, Makenai! ~Haruka no Tēma~  ¡No perderé! ~Tema de Haruka~).

## Filmografía
- Akiba Girls: Hatoko Konoha
- Brigadoon: Marin & Melan - Marin Asagi
- Final Fantasy: Unlimited - Lou Lupus
- Getbackers - Yumiko Imai (ep 35)
- Kaleido Star - Milo
- Legend of the Condor Hero
- NANA - Nana "Hachi" Komatsu
- Paradise Kiss - Store girl (ep 6)
- Pokémon: Advanced Generation - Haruka (May)
- Pokémon Ranger y el Templo del Mar - Haruka (May)
- Pokémon: Lucario y el misterio de Mew - Haruka (May)
- Pokémon: El Destino de Deoxys - Haruka (May)
- Pokémon: Jirachi y los Deseos - Haruka (May)
- Slutty-Princess Diaries
- Wet Summer Days - Chinatsu, Nanajo Hanako